# Branchville (Nova Jersey)
Branchville és una població dels Estats Units a l'estat de Nova Jersey. Segons el cens del 2008 tenia 814 habitants.

## Demografia
Segons el cens del 2000, Branchville tenia 845 habitants, 354 habitatges, i 225 famílies. La densitat de població era de 553 habitants/km².
Dels 354 habitatges en un 28,8% hi vivien nens de menys de 18 anys, en un 52,5% hi vivien parelles casades, en un 9,6% dones solteres, i en un 36,4% no eren unitats familiars. En el 32,2% dels habitatges hi vivien persones soles el 18,1% de les quals corresponia a persones de 65 anys o més que vivien soles. El nombre mitjà de persones vivint en cada habitatge era de 2,37 i el nombre mitjà de persones que vivien en cada família era de 3,03.
Per edats la població es repartia de la següent manera: un 24% tenia menys de 18 anys, un 4,5% entre 18 i 24, un 26,4% entre 25 i 44, un 27% de 45 a 60 i un 18,1% 65 anys o més.
L'edat mediana era de 42 anys. Per cada 100 dones de 18 o més anys hi havia 82,4 homes.
La renda mediana per habitatge era de 45.855 $ i la renda mediana per família de 60.909 $. Els homes tenien una renda mediana de 36.250 $ mentre que les dones 27.159 $. La renda per capita de la població era de 22.748 $. Aproximadament el 4,2% de les famílies i el 4,4% de la població estaven per davall del llindar de pobresa.

## Poblacions més properes
El següent diagrama mostra les poblacions més properes.